# Jan Hendrik de Boer
Jan Hendrik de Boer (19 de marzo de 1899 – 25 de abril de 1971) fue un físico y químico holandés.

## Primeros años
De Boer nació en Ruinen, actual De Wolden. Estudió en la Universidad de Gronigen y más tarde trabajó en el campo de la industria.

## Carrera
Junto a Anton Eduard van Arkel, de Boer desarrolló una reacción química de transporte para el titanio, el circonio y el hafnio.
En un recipiente cerrado el metal reacciona con el yodo a la temperatura elevada que forma el compuesto. En un filamento de tungsteno de 1700 °C ocurre una reacción inversa, y el yodo y el metal son puestos en libertad. El metal forma una capa sólida en el filamento de tungsteno y el yodo puede reaccionar con el metal adicional, causando un volumen estable.
M + 2I2 (>400 °C) → MI4
MI4 (1700 °C) → M + 2I2
De Boer falleció en la ciudad holandesa de 's-Gravenzande.